# Calu Rivero
Carla Rivero, all'anagrafe Carla Soledad Rivero, (Recreo, 5 aprile 1987), è un'attrice e modella argentina.

## Biografia
Nata nel 1987 a Recreo, all'età di sei anni si trasferisce insieme alla sua famiglia nella Provincia di Córdoba. Dopo aver finito il liceo, Rivero inizia a frequentare l'Università Nazionale di Córdoba nel corso chiamato Arti Drammatiche. Nel 2005 crea Usted un progetto multimediali sulla moda, insieme ad altri artisti emergenti e presentato al pubblico argentino su Teleocho e un anno dopo si trasferisce a Buenos Aires per intraprendere la carriera di attrice e dove prende lezioni con Norman Briski.
Nel 2007 riceve un lavoro interinale come comparsa in Son de Fierro e Lalola e recita anche ne Il mondo di Patty nel ruolo di 'Emma'. In seguito è apparsa nelle serie televisive Atrapados, Champs 12, Teen Angels e Alguien que me quiera per quest'ultima serie ha ricevuto anche una candidatura al Premio Martín Fierro 2010 nella categoria rivelazione. Nel tardo 2011 è stata chiamata per una parte in El elegido. È stata protagonista della telenovela Dulce amor e nel 2013 del film Tesis sobre un homicidio rispettivamente interpretando Natacha Bandi e Laura Di Natale; l'attrice per il film ha ricevuto maggiormente critiche negative per la sua recitazione.
È stata anche modella per marchi come Nike, TOMS Shoes, Agatha Ruíz de la Padra, La Casa de las Botas, Sweet Victorian, Todo Moda, 47 Street e Roho. È diventata anche cittadina illustre di Recreo, sua città natale per essere stata la prima attrice della città a raggiungere gli schermi argentini nazionali.

## Filmografia

### Cinema
- Tesis sobre un homicidio, regia di Hernán Goldfrid (2013)
- El sonido de los tulipanes, regia di Alberto Maslíah (2019)

### Televisione
- Son de Fierro - serial TV (2007)
- Lalola - serial TV (2007)
- Il mondo di Patty (Patito Feo) - serial TV (2007)
- Teen Angels (Casi ángeles) - serial TV (2008)
- Atrapados - serial TV (2008)
- Champs 12 - serial TV (2009)
- Alguien que me quiera - serial TV (2010)
- El elegido - serial TV (2011)
- Dulce amor - serial TV (2012-2013)
- Mis amigos de siempre - serial TV (2013-2014)
- Fanny la fan - serial TV (2017)
- Sandro de América - serie TV (2018)
- Campanas en la noche - serial TV (2019)

## Teatro
- Derechas, diretto da José María Muscari (2018)

## Programmi televisivi
- Usted (Teleocho, 2006)
- Los 10 + pedidos (MTV, 2010)

## Teatro
- Derechas, regia di José María Muscari (2018)

## Premi e riconoscimenti
- 2010 - Premio Martín Fierro 2010
  - Nomination - Rivelazione per Alguien que me quiera[8].

## Doppiatrici italiane
Nelle versioni in italiano dei suoi film, Calu Rivero è stata doppiata da:
- Chiara Gioncardi in Il mondo di Patty, Champs 12[9].